# Кутценгаузен (Баварія)
Кутценгаузен (нім. Kutzenhausen) — громада в Німеччині, знаходиться в землі Баварія. Підпорядковується адміністративному округу Швабія. Входить до складу району Аугсбург.
Площа — 27,93 км2. Населення становить 2506 ос. (станом на 31 грудня 2020).